# Rupert Huber (Widerstandskämpfer)

Ausgabe der durch Rupert Huber herausgegebenen und durch Karl Zimmet redigierten Zeitschrift „Einheitsfront aller Schaffenden“ vom Juli 1932

Wahlaufruf der APBD Südbayerns anlässlich der Reichstagswahlen vom 31. Juli 1932. Neben Rupert Huber kandidierten Vitus Heller und Hans Hutzelmann

Rupert Huber (* 1896; † 15. Januar 1945 in Brandenburg-Görden) war ein  Münchner Widerstandskämpfer gegen den Nationalsozialismus.

## Leben
Der gelernte Buchdrucker war während der Zeit der Weimarer Republik Mitglied der linkskatholischen Christlich-Sozialen Reichspartei (CSRP). Gemeinsam mit seinem Parteifreund Karl Zimmet begann der überzeugte Gegner des Nationalsozialismus in München 1937 mit der Herausgabe und Verteilung von antifaschistischen Flugblättern, welche zum Sturz des NS-Regimes aufriefen. Nachdem Huber und Zimmet andere ehemalige CSRP- und KPD-Mitglieder hinzugezogen hatten, konstituierten sie sich zu einer Organisation, welche ab 1943 den Namen Antinazistische Deutsche Volksfront (ADV) führte.
Nach der Zerschlagung der mit der ADV kooperierenden Widerstandsgruppe Brüderliche Zusammenarbeit der Kriegsgefangenen (BSW) wurde Huber im Januar 1944 von der Gestapo verhaftet. Zusammen mit Hans Hutzelmann und Karel Mervaert wurde er am 8. Dezember 1944 vom Volksgerichtshof zum Tod verurteilt und am 15. Januar 1945 gemeinsam mit weiteren ADV-Mitgliedern im Zuchthaus Brandenburg hingerichtet.